# Mohammed Adiq Husainie Othman
Mohammed Adiq Husainie Othman (* 29. April 1991 in Kuala Dungun) ist ein malaysischer Bahn- und Straßenradrennfahrer.

## Sportliche Laufbahn
Als Junior errang Mohammed Adiq Husainie Othman bei den Asiatischen Radsportmeisterschaften 2009 die Bronzemedaille im Einzelzeitfahren und im Jahr darauf die Silbermedaille im Straßenrennen. 2009 startete er bei den Junioren-Bahnweltmeisterschaften und wurde Dritter im Scratch, zudem wurde er malaysischer Meister in der Einerverfolgung.
2010 wurde Husainie Othman malaysischer Meister im Straßenrennen.

## Erfolge – Straße
2008
- Asienmeisterschaft – Einzelzeitfahren (Junioren)

2009
- Asienmeisterschaft – Straßenrennen (Junioren)

2010
- Malaysischer Meister – Straßenrennen

2011
- eine Etappe Tour de Korea
- eine Etappe Tour de Brunei

2012
- Asiatische Meisterschaft (U23) – Straßenrennen

2017
- eine Etappe Jelajah Malaysia

## Erfolge – Bahn
2009
- Weltmeisterschaft – Scratch (Junioren)
- Malaysischer Meister – Einerverfolgung

## Teams
- 2010 Drapac Porsche Cycling
- 2011 Drapac
- 2012 Champion System
- 2013 Champion System
- 2014 Terengganu Cycling Team
- 2015 Terengganu Cycling Team
- 2016 Terengganu Cycling Team
- 2017 Terengganu Cycling Team